# D’Urville-See
Koordinaten: 66° 0′ S, 141° 0′ O
Die D’Urville-See (auch bekannt als Dumont-d’Urville-See) ist ein Abschnitt des Südlichen Ozeans. Er liegt vorwiegend vor der Küste des ostantarktischen Adélielands. Nach Osten grenzt die D’Urville-See direkt an die Somow-See, nach Westen mittelbar an die Mawsonsee. 
Der australische Polarforscher Douglas Mawson benannte sie 1912 im Zuge der Australasiatischen Antarktisexpedition (1911–1914) nach dem französischen Polarforscher Jules Dumont d’Urville (1790–1842).